# こんぴら2
こんぴら2は、かつて加藤汽船が所有しジャンボフェリーが運航していたフェリー。

## 概要
神戸港・新港フェリーターミナル（兵庫県神戸市）と高松東港（香川県高松市）を結ぶ航路に就航していた。2003年まで加藤汽船が運航していたが、2003年からは僚船「りつりん2」とともにジャンボフェリー株式会社が運航した。林兼船渠の976番船として1989年に竣工し、先代の双胴船「こんぴら」に代わって神戸 - 高松航路に就いた。就航時の神戸港の発着場は東神戸フェリーセンターであったが、1999年3月より新港フェリーターミナル（新港第三突堤）になった。2000年に一部改造を受けている。
2018年7月12日高松港6時34分発神戸行の同フェリーが高松港出港直後に配電盤故障により航行不能となった。
2022年7月18日坂手港7時20分発神戸行きの同フェリーが8時40分ごろ姫路沖で事故を起こした。その後30分遅れで神戸港に到着した。
2022年10月22日にこんぴら2の後継船となる新造船あおいが就航。同時にりつりん2がプレミア席設置工事に伴うドック入りのため、本船とあおいの2隻体勢で運航。
2022年12月6日神戸発13時30分が最終運航の予定だったが、りつりん2の工事の遅れにより引退が12月17日に延期された。
2022年12月17日、神戸港11時20分発小豆島経由高松行きを最後に引退。航海回数52,537回・航海距離約655万km（地球約163.7周分）・主機エンジン稼働時間は国内最長の約212,800時間を記録した。
引退後は海外に売却され、モンゴル船籍となる。ジャンボフェリー側には「客室改装などを行い、東南アジアで活躍予定」であると伝えられていたが、 2023年2月20日、バングラデシュのチッタゴンの船舶解体場にビーチングし、現地で解体される。

## 船内設備

### 船室
- 和室 - 3階、カーペット敷大部屋、電源コンセント付、女性専用ルームあり
- 洋室 - 2階、ソファーシートおよびリクライニングシート（うどん県シート）、全席電源コンセント付、女性専用ルームあり
- 個室 - 1階、シングルルーム、夜行便のみ利用可能、電源コンセント付
- チャイルドルーム - 3階
- ドライバーズルーム（和室） - 3階

### 設備
5階
- 展望デッキ
- ヤノベケンジ「トらやん船長」像

4階
- スカイラウンジ（カーペット和室）
- ゲームルーム

3階
- 授乳室
- ドライバーロビー

2階
- ロビー
- インフォメーション
- ショップ・うどんコーナー
- 浴室・サウナ（男性用のみ）
- シャワー室（女性用のみ）

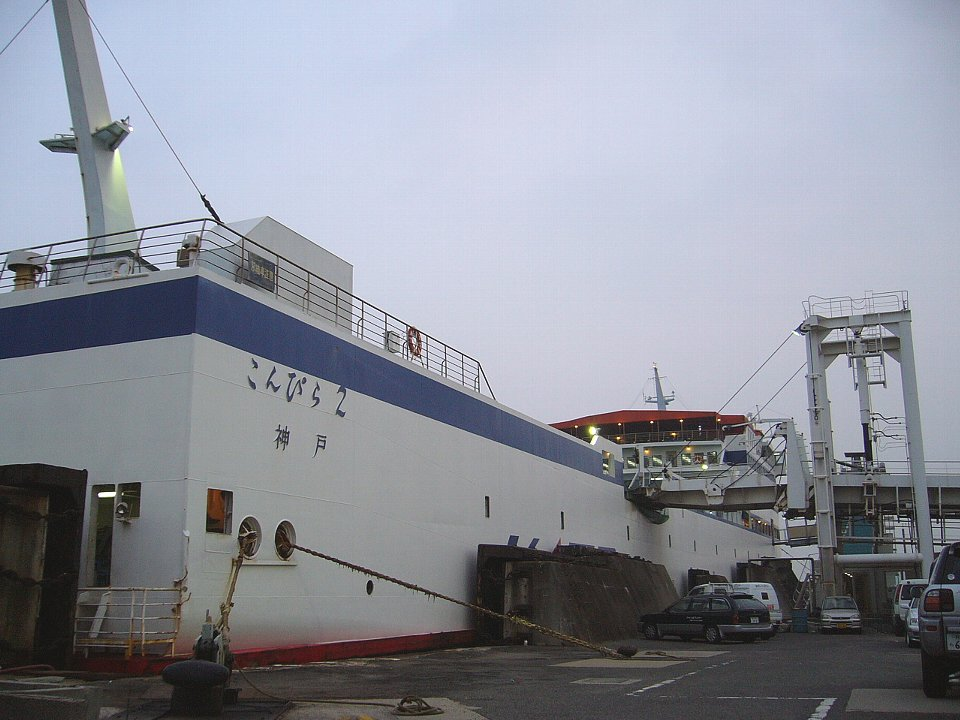
高松東港に接岸した「こんぴら2」
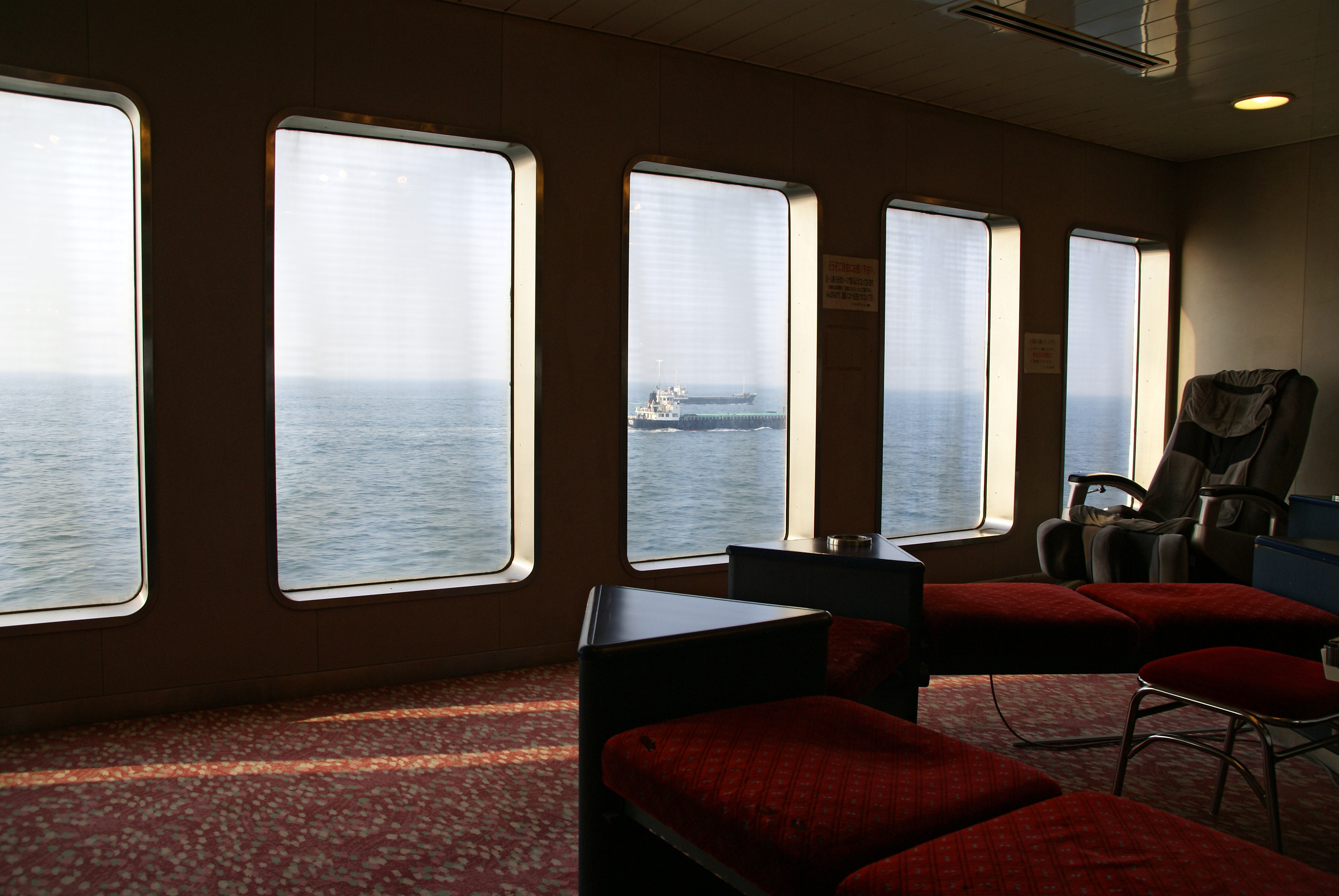
船内
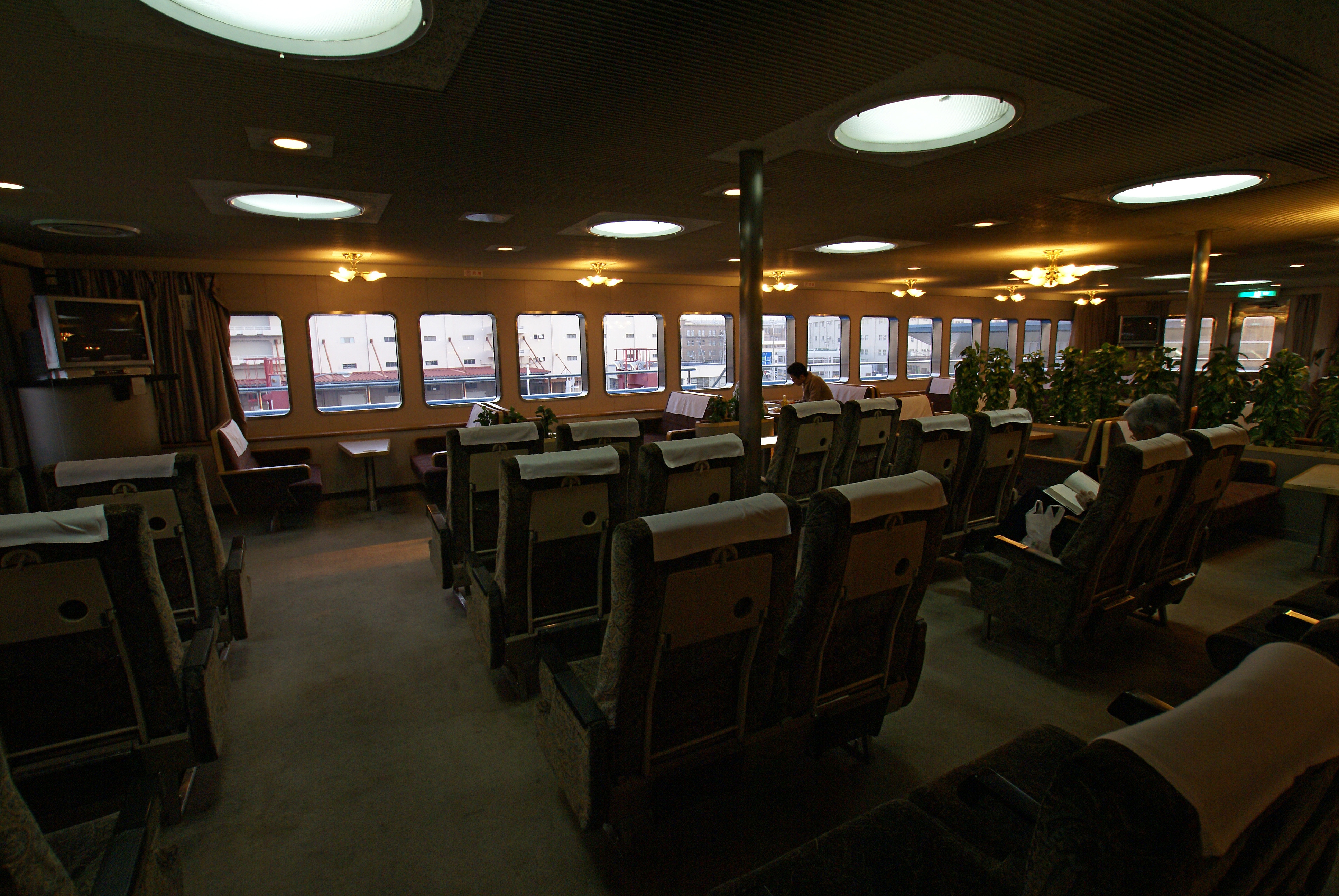
洋室
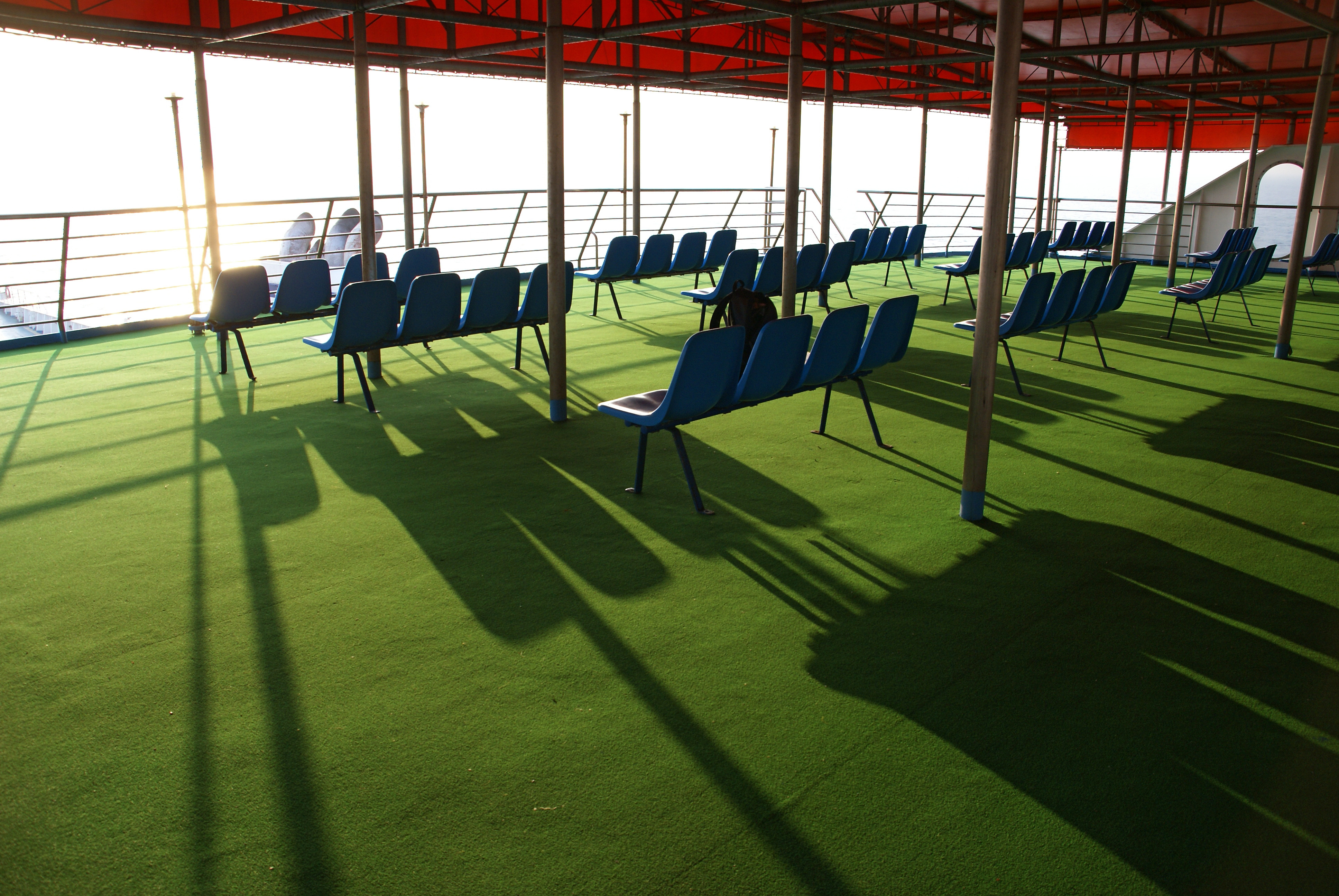
展望デッキ
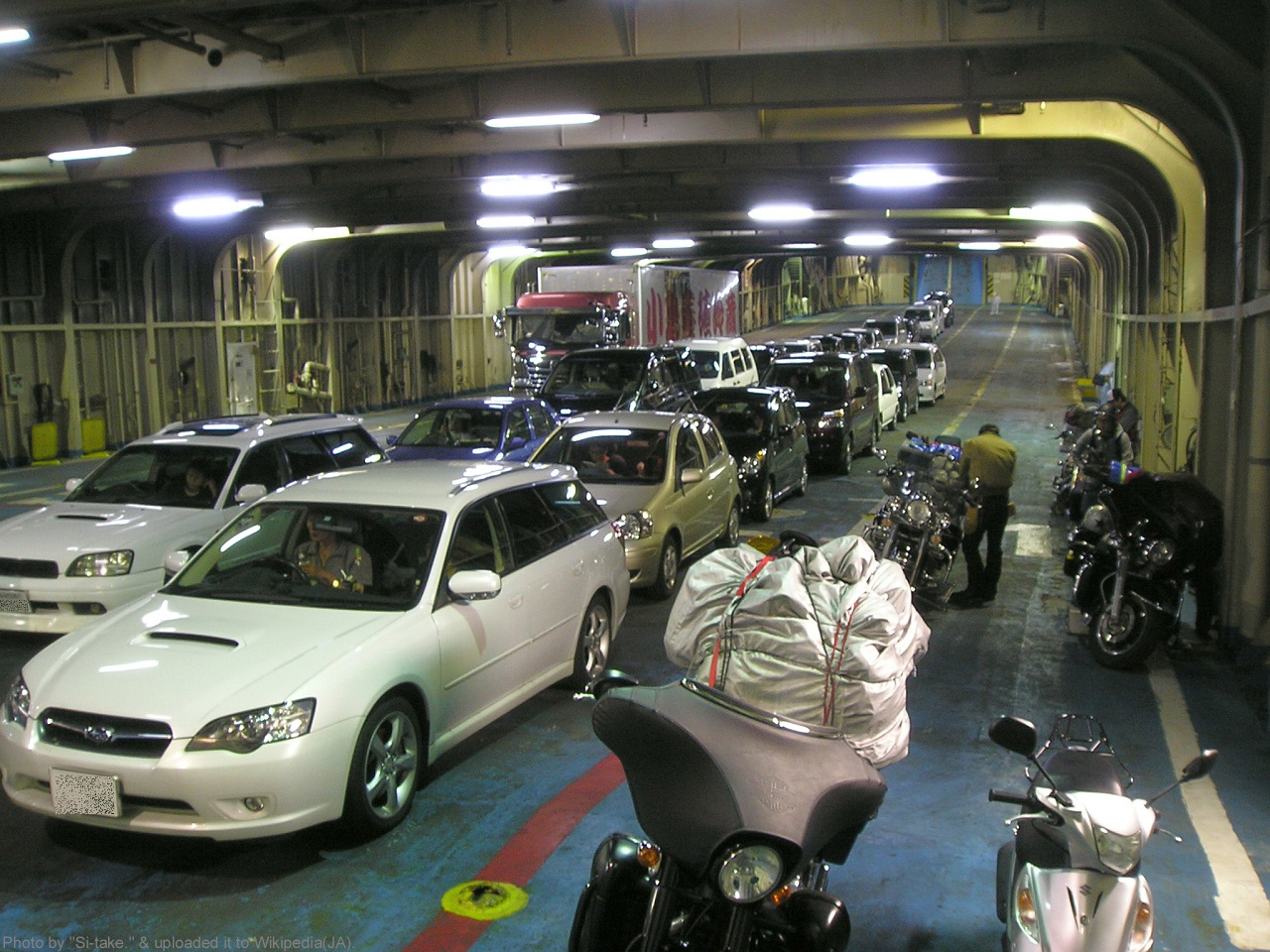
車両甲板